# Triazolam
Triazolam (nome comercial: Halcion) é uma substância utilizada como medicamento pertencente ao grupo e sub-grupos:
- Medicamentos Sistema nervoso central
  - Psicofármacos
    - Ansiolíticos,  sedativos e hipnóticos
      - Benzodiazepinas

## Indicações
- Insónia (Só para tratamento de curto prazo).

## Reacções adversas
- Sonolência.
- Descoordenação motora.
- Alterações gastro-intestinais.
- Diarreia.
- Vómitos.
- Alterações do  apetite.
- Alterações visuais.
- Irregularidades cardiovasculares.
- Alteração da memória.
- Confusão.
- Depressão.
- Vertigem.
- O  seu uso prolongado pode causar dependência e síndrome de abstinência quando a medicação é interrompida.

## Contraindicações e precauções
- As doses devem ser reduzidas nos idosos.
- Deve ser administrado com cuidado em doentes com miastenia gravis ou insuficiência respiratória ou com apneia do sono.
- Em alguns países foi reterido do mercado farmacêutico, por existirem dúvidas com a sua segurança. (amnésia, paranóia, depressão, etc,. Outros países, por precaução, têm vindo a reduzir as doses recomendadas.

## Interacções
Deve ser evitado o uso concomitante de álcool e medicamentos depressores do sistema nervoso central.

## Farmacocinética
- Triazolam atravessa a barreira placentária e aparece em pequenas doses no leite materno.
- É absorvido no trato gastrointestinal.
- O pico de concentração máxima no plasma é atingido após 2 horas de ter sido administrado.
- A sua semi-vida é de uma hora e meia a cinco horas e meia.

## Excreção
- Triazolam é excretado pela urina, assim como os seus metabolitos.

## Propriedades físico-químicas
- Pó cristalino branco.
- Quase insolúvel na água e no éter.